# Andrena mutini
Andrena mutini är en biart som beskrevs av Osytshnjuk 1986. Andrena mutini ingår i släktet sandbin, och familjen grävbin. Inga underarter finns listade i Catalogue of Life.